# Hasleen Kaur
Hasleen Kaur (bengalisch হাসলিন কৌর; * 10. November 1988 in Binnaguri) ist eine indische Schauspielerin und Model.

## Leben und Karriere
Kaur wurde am 10. November 1988 in Binnaguri geboren. Sie besuchte die Delhi Public School in Vasant Kunj. Anschließend erwarb sie einen Bachelor-Abschluss in Englischer Literatur am Jesus and Mary College der Universität Delhi und ein Diplom am Indian Institute of Mass Communication in Neu-Delhi. 2011 wurde sie zur Femina Miss India Earth gekrönt.
Ihr Schauspieldebüt gab sie 2014 in dem Film Karle Pyaar Karle. Anschließend war sie 2022 in der Serie CAT zu sehen. Im selben Jahr spielte Kaur in Mili mit. 2023 bekam sie eine Rolle in Tu Jhoothi Main Makkaar. Seit 2017 ist Kaur mit Amber Rana verheiratet.

## Filmografie
- 2014: Karle Pyaar Karle
- 2022: Cat (Fernsehserie)
- 2022: Mili
- 2023: Tu Jhoothi Main Makkaar
- 2024: Raat Jawan Hai (Fernsehserie)